# Emma Fielding
Emma Georgina Annalies Fielding, född 10 juli 1966 i Catterick i North Riding of Yorkshire, är en brittisk skådespelare.

## Utmärkelser
Fielding nominerades till en Laurence Olivier Award for Best Supporting Performance 1999 för sin roll i The School for Scandal under 1998.

## Filmografi i urval
| År   | Film                                               | Roll                | anmärkningar                             |
| ---- | -------------------------------------------------- | ------------------- | ---------------------------------------- |
| 1992 | Tell-Tale Hearts                                   | Becky Wilson        | TV                                       |
| 1993 | Agatha Christie: Poirot                            | Ruth Chevenix       | TV (1 avsnitt: "Dead Man's Mirror")      |
| 1993 | Performance                                        | Joan                | TV (1 avsnitt: "The Maitlands")          |
| 1996 | Kavanagh QC                                        | Caroline Wicks      | TV (1 avsnitt: "Job Satisfaction")       |
| 1997 | Drovers' Gold                                      | Elizabeth Watkins   | TV                                       |
| 1997 | A Dance to the Music of Time                       | Isobel              | TV (2 avsnitt)                           |
| 1998 | The Life of Confucius                              | Mamma               | TV                                       |
| 1998 | A Respectable Trade                                | Frances Scott Cole  | TV                                       |
| 1998 | The Scarlet Tunic                                  | Frances Groves      |                                          |
| 1998 | Mrs Bradleys mysterier                             | Eleanor Bing        | TV (1 avsnitt: "Speedy Death")           |
| 1999 | Big Bad World                                      | Beatrice Dempsey    | TV (7 avsnitt)                           |
| 2000 | Pandaemonium                                       | Mary Wordsworth     |                                          |
| 2000 | Other People's Children                            | Josie               | TV (1 avsnitt: "Episode #1.2")           |
| 2000 | Exposure                                           | Bridget             | Kortfilm                                 |
| 2001 | Kommissarie Lynley                                 | Helen Clyde         | TV (1 avsnitt: "A Great Deliverance")    |
| 2001 | The Discovery of Heaven                            | Helga               |                                          |
| 2002 | Shooters                                           | D.I. Sarah Pryce    |                                          |
| 2002 | The Gist                                           | Harriet Gould       | TV                                       |
| 2002 | Green-Eyed Monster                                 | Marni McGuire       | TV                                       |
| 2002 | Birthday Girl                                      | Tracey Jones        | TV                                       |
| 2003 | My Uncle Silas                                     | Hermione            | TV (1 avsnitt: "A Funny Thing")          |
| 2003 | My Uncle Silas II                                  | Hermione            | TV                                       |
| 2003 | Unscrew                                            | Judy                | Short                                    |
| 2004 | Waking the Dead                                    | Dr. Greta Simpson   | TV (2 avsnitt)                           |
| 2005 | The Government Inspector                           | Susan Watts         | TV                                       |
| 2005 | Beneath the Skin                                   | Jennifer Hintlesham | TV                                       |
| 2005 | The Ghost Squad                                    | D.I. Carole McKay   | TV (5 avsnitt)                           |
| 2007 | Fallen Angel                                       | Janet Byfield       | TV (1 avsnitt: "The Office of the Dead") |
| 2007 | Doragon kuesuto sôdo: Kamen no joô to kagami no tô | Queen Curtana       | Video Game                               |
| 2007 | Cranford                                           | Miss Galindo        | TV (7 avsnitt)                           |
| 2008 | The Other Man                                      | Gail                |                                          |
| 2009 | Dragon Age: Origins                                | Various Voices      | Video Game                               |
| 2010 | Morden i Midsomer                                  | Faith Kent          | TV (1 avsnitt: "The Silent Land")        |
| 2011 | Kidnap and Ransom                                  | Naomi Shaffer       | TV (3 avsnitt)                           |
| 2011 | The Suspicions of Mr. Whicher                      | Mary Kent           | TV                                       |
| 2011 | The Great Ghost Rescue                             | Mabel               | post-production                          |
| 2012 | Twenty8k                                           | Jean Weaver         | post-production                          |

### Ljudböcker
- His Dark Materials som Mrs Coulter
- Vanity Fair as Rebecca Sharp Crawley

för Naxos Audiobooks:
- Hamlet
- Hedda Gabler
- Jane Eyre
- Lady Windermere's Fan
- Othello
- Rebecca
- The Turn of the Screw
- Fanny Hill

för Random House Audio:
- I Don't Know How She Does It by Allison Pearson (2002)
- Longbourn by Jo Baker (2013)
- Funny Girl by Nick Hornby (2014)